# 수흥궁주
수흥궁주(壽興宮主, 생몰년 미상)는 고려의 왕족이다. 고종과 안혜왕후의 딸이다.

## 생애
고려의 제23대 왕 고종과 안혜왕후의 유일한 딸로, 성은 왕, 본관은 개성이다. 원종과 안경공 왕창의 친남매이며, 어머니 안혜왕후가 희종의 딸인 관계로 수흥궁주는 희종의 외손녀가 된다.
충렬왕 때 환관 최세연이 사나운 개를 여럿 길렀는데, 이 중 한마리가 수흥궁의 여종을 물어 죽이고 말았다. 이 때문에 수흥궁주가 최세연에게 사나운 개를 기르지 않도록 요청했으나, 최세연은 "궁주께서는 앞으로 살 날이 얼마나 된다고 내가 개를 기르는 것을 못 하게 하십니까?"라고 따지는 바람에 수흥궁주가 눈물을 흘리며 슬퍼하였다. 한편 최세연은 그 외에도 많은 죄를 저질러, 당시 세자이던 충선왕에 의해 심문을 받게 된다.
한편 수흥궁주는 언제 사망했는지 기록이 없으나, 최세연과의 일에 대한 기록을 볼 때 적어도 충선왕이 세자였던 때까지는 살아있던 것으로 보인다. 궁주는 종실 신양공 왕전과 혼인하여 아들 둘을 두었다. 호는 수흥궁주(壽興宮主)이다.

## 가족 관계
수흥궁주는 종실 신양공 왕전과 혼인하여 아들 둘을 두었다. 왕전은 현종의 아들 평양공 왕기의 후손으로, 회안공 왕정과 경녕궁주(신종의 딸)의 아들이다. 왕전은 자태가 아름다웠으며, 1256년(고종 43년) 사망한 후 신양공으로 추봉되었다. 장남은 제안공 왕숙으로, 경안궁주(원종의 딸)와 혼인했다가 후에 정녕원비(충렬왕의 딸)와 재혼하였으며, 당시 종실의 모범으로 일컬어졌다. 차남은 대방공 왕징이며, 원나라에 툴루게로 들어갔다.
- 아버지 : 고종(高宗, 1192~1259, 재위:1213~1259)
- 어머니 : 안혜왕후(安惠王后, ?~1232)
  - 남매 : 원종(元宗, 1219~1274, 재위:1259~1274)
    - 조카,큰며느리 : 경안궁주(慶安宮主, 생몰년 미상)

  - 남매 : 안경공 왕창(安慶公 王淐, 생몰년 미상)
- 시아버지 : 회안공 왕정(淮安公 王侹, ?~1234)
- 시어머니 : 경녕궁주(敬寧宮主, 생몰년 미상)
  - 남편 : 신양공 왕전(新陽公 王瑼[7] 또는 王㻇[8], ?~1256)
    - 장남 : 제안공 왕숙(齊安公 王淑, 1238~1312)
    - 차남 : 대방공 왕징(帶方公 王澂, ? ~1298)